# Maritime Sign Language

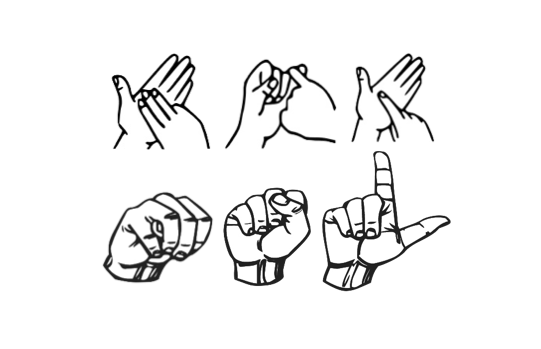
"MSL" in der Maritime Sign Language

Die Maritime Sign Language (MSL, Maritime Gebärdensprache) ist eine Gebärdensprache, die in den kanadischen Atlantikprovinzen verwendet wird.
Die MSL ist eine Abwandlung der British Sign Language, die durch den Kontakt von Gehörlosengemeinschaften aus dem Nordosten der Vereinigten Staaten und dem Vereinigten Königreich entstand, die im 18. und 19. Jahrhundert nach Kanada einwanderten. Noch Mitte des 20. Jahrhunderts war sie die vorherrschende Form der Gebärdensprache in den Seeprovinzen (englisch Maritimes) und die Unterrichtssprache an der Halifax School for the Deaf sowie der Atlantic Provinces Special Education Authority in Amherst.
Die MSL wird durch die American Sign Language (ASL) verdrängt, sodass MSL bis 2020 weitgehend auf ältere gehörlose Menschen in den Seeprovinzen beschränkt ist. Die jüngeren Generationen werden in ASL unterrichtet und haben weniger Kenntnisse über die MSL, während ein Teil der älteren Generation der MSL treu bleibt. Die Zahl der MSL-Sprecher ist unbekannt und wurde 2009 auf weniger als 100 geschätzt; die meisten lebten in Nova Scotia, einige in New Brunswick, während fast keine in Neufundland und Labrador oder der Prinz Edward Insel verblieben sind.:14 ASL und MSL haben sich in dieser Region „vermischt“. Es wurde nachgewiesen, dass ASL den Wortschatz und die Grammatik von MSL beeinflusst; Beispielsweise werden Gebärden aus dem amerikanischen Einhand-Fingeralphabet:142 entwickelt, weil das ursprüngliche Zweihandalphabet in den Maritimes nicht mehr verwendet wird:8,9,75,142.
Ressourcen (Bildung, Interpretationen usw.) für MSL-Sprecher fehlen weitgehend, aber ein Stipendium an die Nova Scotia Cultural Society of the Deaf ermöglichte die Produktion von VHS-Kassetten, die die Sprache dokumentieren, und in den 2010er Jahren wurde ein Projekt gestartet, um Ortsnamen in den atlantischen Provinzen Kanadas sowohl in MSL als auch in ASL zu dokumentieren, was zu interaktiven Online-Karten führte.
Die Sprache ist in dem Dokumentarfilm Halifax Explosion: The Deaf Experience aus dem Jahr 2017 zu sehen und wurde in einem Stück über einen Mann aus Nova Scotia und einen Amerikaner, die den Osten Kanadas bereisen, beim Sound Off Theatre Festival in Edmonton auf humorvolle Weise mit ASL verglichen.